# Saint-Clair-de-Halouze
Saint-Clair-de-Halouze là một xã trong tỉnh Orne, vùng Normandie tây bắc nước Pháp. Xã Saint-Clair-de-Halouze nằm ở khu vực có độ cao trung bình 223 mét trên mực nước biển.